# 13 Vulpeculae
13 Vulpeculae (kurz 13 Vul) ist ein blauweiß schimmernder, dem bloßen Auge sehr lichtschwach erscheinender Stern im nördlichen Sternbild Fuchs (lateinisch Vulpecula). Er besitzt eine scheinbare Helligkeit von 4,58m und ist nach im Dezember 2020 veröffentlichten Parallaxenmessungen der Raumsonde Gaia etwa 339 Lichtjahre von der Erde entfernt. Dies stimmt sehr gut mit der von der Vorgängersonde Hipparcos gemessenen, 2007 revidierten Distanz von 335 Lichtjahren überein.
Der Stern ist ein Blauer Riese der Spektralklasse B9,5 III; seine Photosphäre besitzt eine effektive Temperatur von etwa 8800 Kelvin. Er ist ungefähr 1,3 Sonnendurchmesser groß und hat eine Leuchtkraft von circa 180 Sonnenleuchtkräften.
13 Vul ist ein Doppelstern, dessen 7,37m heller Begleiter im Jahr 2020 etwa 1,50 Bogensekunden vom Hauptstern entfernt stand. Der Positionswinkel des Systems betrug 248°. Gaias Parallaxenmessungen ergaben eine Entfernung dieses Begleiters von etwa 330 Lichtjahren, was innerhalb der Fehlergrenzen der Messungen für beide Komponenten bestätigt, dass es sich um einen gravitativ gebundenen Doppelstern handelt. Der Begleiter umrundet seinen Hauptstern in rund 615 Jahren auf einem Orbit, dessen Exzentrizität etwa 0,079 beträgt.